# António Machado Santos
António Maria de Azevedo Machado Santos GCTE • GOA (Lisboa, 10 de Janeiro de 1875 – Lisboa, 19 de Outubro de 1921), mais conhecido por António Machado Santos ou simplesmente Machado Santos, foi um militar e político português, considerado o fundador da República Portuguesa pelo denodo com que se bateu na Revolução de 5 de Outubro de 1910 e depois na defesa do regime contra a intentona monárquica de 22 a 24 de Janeiro de 1919 em Monsanto.

## Biografia
Machado Santos alistou-se na Armada Portuguesa em 1891 iniciando uma carreira de comissário naval que o levaria ao posto de comissário de 2.ª classe (segundo-tenente) aquando da Revolução de 5 de Outubro de 1910.
Ainda durante a Monarquia já se tinha iniciado na Carbonária, afirmando-se como um conspirador inveterado, presente em todos os movimentos revolucionários que precederam a queda do regime, distinguindo-se na Revolta de 28 de Janeiro de 1908. Foi também iniciado na Maçonaria em 1909, na Loja Montanha com o nome simbólico de Championnet.
Jovem e de aspecto romântico, exercendo um importante papel de coordenação operacional do movimento revolucionário de 5 de Outubro de 1910, acabou catapultado pela imprensa para o papel de herói da Rotunda e pai da República. A sua incontestável heroicidade, principalmente quando organizou e manteve, perante o aparente fracasso da revolução, a resistência no alto da Avenida da Liberdade (a "Rotunda", sítio onde hoje se localiza a Praça do Marquês de Pombal) está bem patente nos relatos da época e no seu próprio relatório dos acontecimentos.
Eleito deputado à Assembleia Constituinte de 1911, foi dos primeiros a manifestar sinais de desencanto face ao andamento da política na República, a qual se afastava rapidamente dos ideais de pureza republicana dos seus defensores iniciais. Funda então o jornal O Intransigente, que dirige, no qual expressa o seu desencanto.
Mantendo o fervor revolucionário e conspirativo do período anterior à implantação da República Portuguesa, passa da palavra aos actos, organizando ou participando nos movimentos insurreccionais de Abril de 1913, de Janeiro de 1914, no Movimento das Espadas de 1915, na Revolta de Tomar de 1916 e no golpe de 1917 que colocou Sidónio Pais no poder. 
No Movimento das Espadas, quando vários oficiais militares descontentes com o estado do país tentaram simbolicamente entregar as suas espadas ao Presidente da República Manuel de Arriaga, teve um papel determinante, já que ao deslocar-se ao Palácio de Belém para entregar a espada que usara nos combates da Rotunda no dia 5 de Outubro de 1910, deitou por terra a acusação de pró-monárquicos com que o Partido Democrático (no poder) justificara a prisão dos oficiais amotinados.
Nesse mesmo ano foi preso e deportado para os Açores durante a ditadura de Pimenta de Castro.
Durante a ditadura de Sidónio Pais foi feito senador e ocupou as funções de secretário de Estado das Subsistências e Transportes e secretário de Estado do Interior (título usado pelos ministros do governo sidonista), mas entrou em ruptura com Sidónio Pais.
Em 1919, durante a Monarquia do Norte, voltou a salvar a República ao contribuir para a derrota do grupo de revoltosos monárquicos acampados na Serra de Monsanto. A 11 de Março desse ano foi feito Grande-Oficial da Ordem Militar de São Bento de Avis.

Ainda lança o Partido da Federação Republicana, com que pretende continuar a sua intervenção política, mas acaba por se retirar da vida política. Morreu assassinado na Noite Sangrenta de 19 de Outubro de 1921, vítima das forças revolucionárias que tão longamente cultivara. Foi vice-almirante, agraciado com a Grã-Cruz da Antiga e Muito Nobre Ordem Militar da Torre e Espada, do Valor, Lealdade e Mérito, a título póstumo, a 4 de Setembro de 1926.

## Cronologia
- 1891: Alista-se na Marinha em 29 de Outubro.
- 1892: Aspirante de 2.ª classe ou 2.º comissário.
- 1895: Comissário naval de 3.ª classe ou 3.º comissário.
- 1908: Em Junho é iniciado na Carbonária; participa na revolta do 28 de Janeiro.
- 1910: Tem o posto de segundo-tenente ou comissário de 2.ª classe, na altura da Revolução de 5 de Outubro de que é o principal protagonista; a 12 de Novembro funda o jornal O Intransigente.
- 1911: É eleito deputado para a Assembleia Constituinte; condecorado como capitão-de-mar-e-guerra.
- 1913: Tentativa revolucionária de 27 de Abril.
- 1914: Distúrbios em Lisboa na noite de 26 de Janeiro.
- 1915: Participa no Movimento das Espadas.
- 1915: Ditadura de Pimenta de Castro; é preso e deportado para os Açores.
- 1916: A 13 de Dezembro chefia a Revolta de Tomar; novamente preso vai para a prisão do Fontelo, em Viseu.
- 1917: Ministro do Interior no primeiro governo presidido por Sidónio Pais.
- 1918: Secretário de Estado das Subsistências e Transportes no segundo governo sidonista até 11 de Maio; em ruptura com Sidónio Pais propõe no Senado uma amnistia.
- 1919: Organiza um grupo de combatentes que luta contra os revoltosos monárquicos acampados na Serra de Monsanto; salva a República, mas retira-se da actividade política.
- 1921: Morre assassinado, em Lisboa, na Noite Sangrenta de 19 de Outubro.